# Philippe Clerc
Philippe Clerc (* 24. prosince 1946, Port-Valais) je bývalý švýcarský atlet, sprinter, jehož hlavní disciplínou byl běh na 200 metrů.
Největších úspěchů dosáhl na mistrovství Evropy v roce 1969, kdy zvítězil v běhu na 200 metrů a získal bronzovou medaili na poloviční trati. Na dalším evropském šampionátu v Helsinkách o dva roky později doběhl v závodu na 200 metrů pátý. Jeho osobní rekordy na 100 (10,2 sekundy) i 200 metrů (20,3 sekundy) pocházejí z roku 1969.